# Лангфосс
Лангфосс (норв. Langfoss, досл. «довгий водоспад», інша назва — Лангфоссен) — водоспад, розташований у західній частині Норвегії та є п'ятим за величиною водоспадом країни.

## Опис
Лангфосс розташований у комуні Етне фюльке Гордалан, Норвегія. Він починається з річки Ваула (норв. Vaulaelva) і падає у фіорд Екра (норв. Åkrafjorden). Середня витрата води становить 8 м³/с, максимальна — 20 м³/с.
Він є одним з найвищих водоспадів Європи, який ще не використовується в гідроенергетиці (хоча такі плани були).

## Туристичне значення
Європейський маршрут E134 перетинає водоспад в його нижній частині, що робить його дуже доступним для відвідування. В залежності від наповнення водоспаду та напрямку вітру, шлейф бризок з водоспаду деколи висить прямо над трасою. Поруч з водоспадом облаштовано паркінг, від якого можна спуститися до фіорду, а через пішохідний тунель під трасою починається туристичний маршрут вгору на плато, з якого падає водоспад. Цей маршрут веде деколи по дуже крутій тропі нагору на висоту 622 м.н.м. Шлях проходить по насипам каміння, тому необхідне надійне, стійке взуття. Маршрут позначений червоною літерою «T». З вершини відкриваються чудові краєвиди на фіорд Екра та на льодовик Фолгефонна. Тривалість маршруту (з поверненням) — щонайменше 5 годин.
Сайт World Waterfall Database назвав Лангфосс одним з найкращих у світі водоспадів, а в березні 2011 року сайт CNN у розділі «Budget Travel» включив його до свого "10 найкращих водоспадів світу.

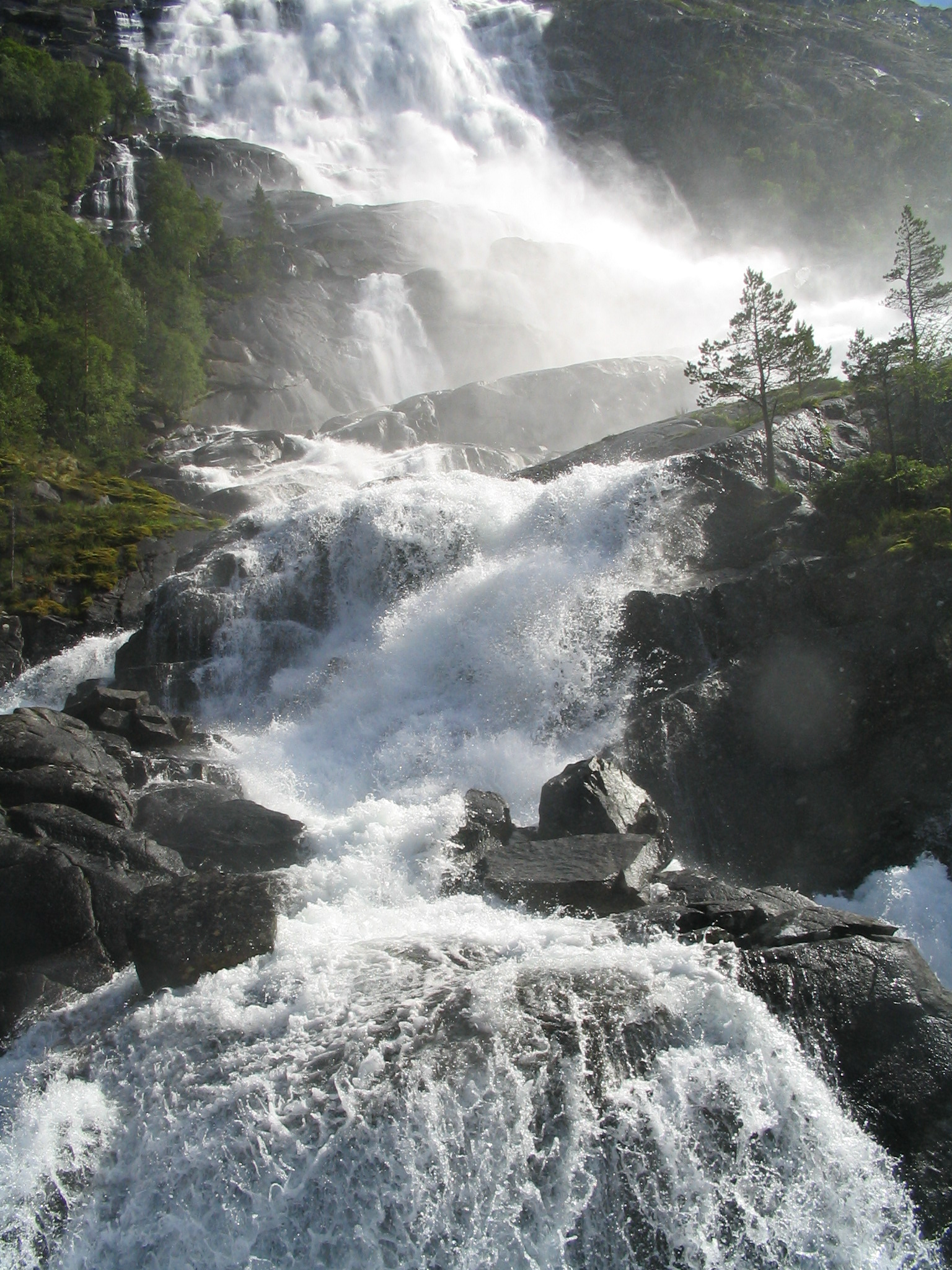
Лангфосс
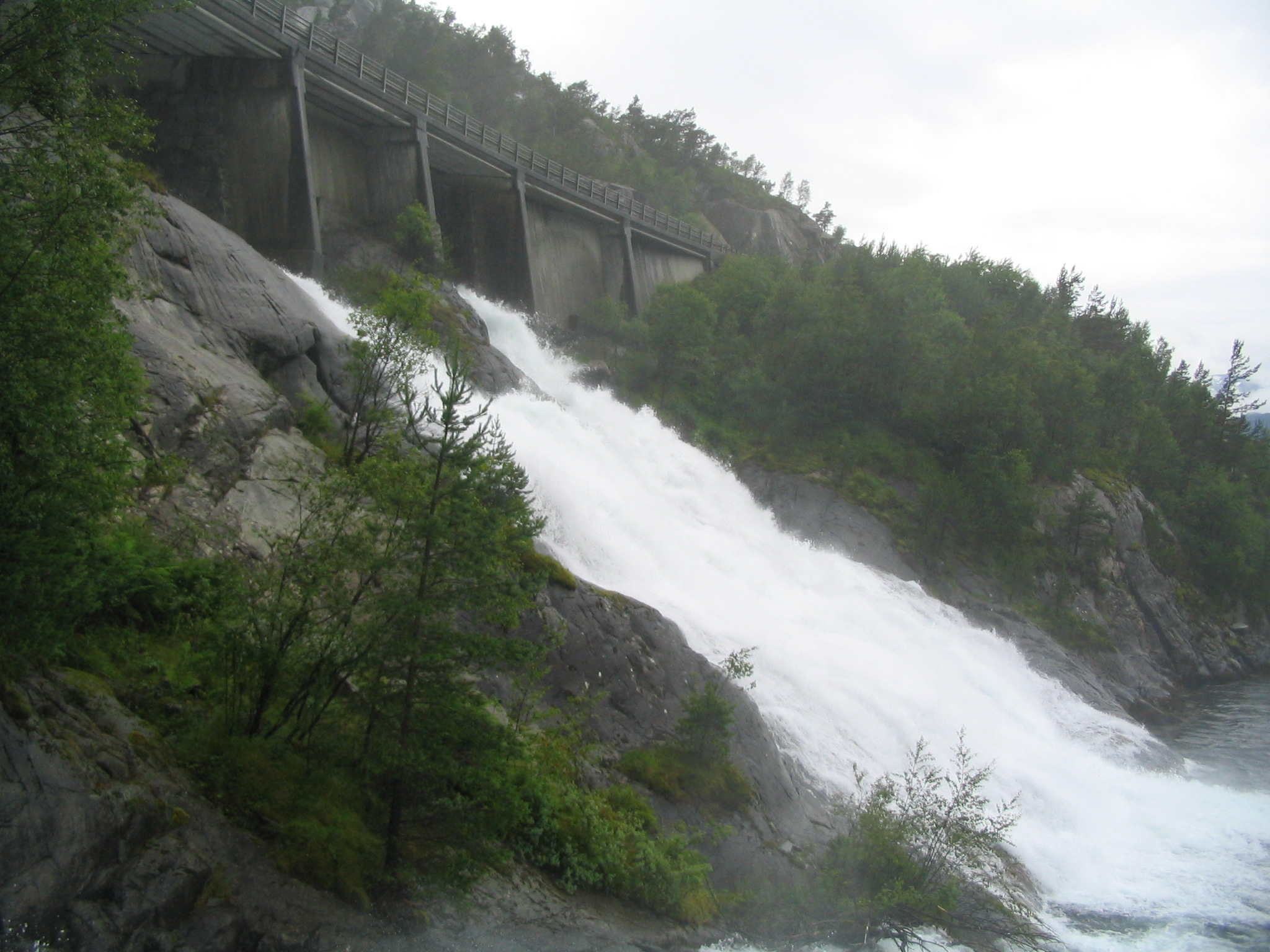
Міст на E134 над водоспадом Лангфосс